# Publio Cornelio Rufino (dittatore 333 a.C.)
Publio Cornelio Rufino (in latino Publius Cornelius Rufinus; fl. 333 a.C.) è stato un politico romano.

## Biografia
Nel 333 a.C. fu nominato dittatore perché si temeva una reazione dei Sanniti, alla campagna mossa l'anno precedente contro i Sidicini. Rufino scelse Marco Antonio come proprio magister equitum.
Gli auspici per la sua elezione si dimostrarono, però, errati, come anche la convinzione di un imminente attacco dei Sanniti, e Rufino fu costretto a rinunciare all'incarico.